# 1863 en Italie
Chronologie de l'Italie
- 1859
- 1860
- 1861
- 1862
- 1863
- 1864
- 1865
- 1866
- 1867

Chronologie de l'Europe

## Événements
- 31 janvier : inauguration de la ligne de Rome à Naples[1].
- 24 mars : Marco Minghetti devient président du Conseil en Italie. Chef de la droite, il règle avec le gouvernement français la question romaine. La France s’engage à rappeler ses troupes dans un délai de deux ans pourvu que l'Italie déplace sa capitale à Florence. La décision est très mal accueillie à Turin où elle provoque des émeutes. La lutte contre le « brigandage » continue à sévir dans le Sud[2].
- 15 août : promulgation de la loi Pica pour la répression du brigandage dans le Mezzogiorno[3].

- 10 septembre : le brigand Nicola Napolitano est fusillé à Nola[4].
- 29 novembre : fondation du Politecnico di Milano (École polytechnique de Milan) à l'initiative du professeur Francesco Brioschi[5].

- Alessandro Martini, Teofilo Sola et Luigi Rossi fondent une entreprise de production de vermouth à Turin, la société Martini & Rossi[6].

## Naissances en 1863
- 30 septembre : Giovanni Battista Carpanetto, peintre et dessinateur d'affiches publicitaires. († 26 juillet 1928)

## Décès en 1863
- 4 février : Giuseppe Lillo, 48 ans, compositeur d'opéra, dont les œuvres ont été représentées dans les plus grands théâtres italiens de Venise, Milan, Florence et Rome. (° 26 février 1814)
- 21 février : Enrico Marconi, 71 ans, architecte italo-polonais ayant passé la majeure partie de sa vie au royaume du Congrès. (° 7 janvier 1792)
- mai : Filippo Colini, 51 ans, chanteur d'opéra (baryton), créateur de différents rôles dans des opéras de Giuseppe Verdi. (° 21 octobre 1811)
- 12 juin : Pietro Alfieri, 61 ans,  prêtre catholique, moine camaldule, musicologue et professeur de chant, connu pour ses travaux en musicologie, auteur notamment de la Raccolta di Musica Sacra en sept volumes, rassemblant la musique d'église du XVIe siècle. (° 29 juin 1801)
- 20 juin : Luigi Felice Rossi, 57 ans, compositeur, professeur de musique, musicologue et théoricien de la musique, connu pour ses compositions de musique sacrée. (° 27 juillet 1805)
- 24 juillet : Padre Davide da Bergamo, 72 ans, organiste et compositeur. (° 21 janvier 1791)
- 21 décembre : Giuseppe Gioachino Belli, 72 ans, poète, auteur de plus de 2 200 sonnets. (° 7 septembre 1791)

- Carlo Ruspi, 65 ans, peintre, spécialisé dans la restauration et la copie de fresques étrusques. (° 1798)